# Paužetská geotermální elektrárna
Paužetská geotermální elektrárna (rusky Паужетская ГеоЭС) byla vybudována v jihozápadní části Kamčatského poloostrova, 30 km východně od vsi Ozernovskij (Озерно́вский), při pobřeží Ochotského moře. Geotermální elektrárna byla uvedena do provozu v roce 1966. Má dvě turbíny 6 MW přímého cyklu a jednu binární turbínu 2,5 MW.
V roce 2009 byl kvůli opotřebení vyřazen blok číslo 2 o výkonu 2,5 MW, celkový instalovaný výkon je 12 MW.